# Casalfiumanese
Casalfiumanese là một đô thị ở tỉnh Bologna vùng Emilia-Romagna của Ý, có vị trí khoảng 30 km về phía đông nam của Bologna. Tại thời điểm ngày 31 tháng 12 năm 2004, đô thị này có dân số 3.129 người và diện tích là 82 km².
Đô thị Casalfiumanese có các frazioni (Đơn vị trực thuộc, chủ yếu là các làng) Borgo Casale, Sassoleone, và San Martino in Pedriolo.
Casalfiumanese giáp các đô thị sau: Borgo Tossignano, Castel del Rio, Castel San Pietro Terme, Dozza, Fontanelice, Imola, Monterenzio.